# St. Aegidi
St. Aegidi, Sankt Aegidi – gmina w Austrii, w kraju związkowym Górna Austria, w powiecie Schärding. Liczy 1579 mieszkańców.